# Chuckie
Chuckie, pseudonimo di Clyde Sergio Narain (Paramaribo, 25 giugno 1978), è un disc jockey surinamese naturalizzato olandese.
Spesso riferito come dj Chuckie o il "Mix King" il suo talento da DJ/Producer si sviluppò ad Amsterdam finché si distinse anche a livello mondiale. Il suo più grande successo è stato "Let the bass kick" raggiungendo la 9ª posizione nei brani più venduti in Gran Bretagna.

## Ascesa alla Fama
Nato in Sud America nello Stato del Suriname, in giovane età si trasferì ad Amsterdam.
La sua prima esperienza musicale fu con l'hip pop e fu tra i primi ad avventurarsi nella Break Dance. Affascinato dalla musica e dai passi di questa danz, divenne lui stesso un B-boy. Nei Paesi Bassi venne a contatto per la prima volta con la musica elettronica. Qui il suo talento da disc jockey si sviluppò, iniziando prima a suonare a feste di amici finché riuscì ad entrare nel circolo delle discoteche olandesi. Qui divenne un forte promotore dello stile "Dirty House", meglio conosciuto come "Dirty Dutch" Attualmente Chuckie è un'icona per lo stile "Dirty Dutch", contribuendo a diffonderlo in tutto il mondo. Sia nel 2004 che nel 2005 vinse il premio MOBO, premio che lo ha legittimato come uno dei più talentuosi musicisti nel campo della musica elettronica.

## L'Artista in Fama
Chuckie si distinse a livello internazionale grazie ai singoli "Aftershock" e "Let the bass kick". Il secondo, pubblicato nel 2009, fu uno dei suoi più grandi successi dell'estate raggiungendo il nono posto nella 'UK singles chart'. Raggiunto un livello di fama internazionale suona nei in diversi concerti in Europa, Asia, Oceania, Nord e Sud America, spesso cambiando quotidianamente nazione.  Chuckie dispone di tre residenze fisse negli Stati Uniti: al Lavo di New York, al Marquee a Las Vegas e il LIV di Miami. Inoltre Il "Mix King" suona regolarmente a concerti noti come Tomorrowland Belgium, Coachella, Lollapalooza, SXSW in Texas, Fuji Rock in Giappone, Creamfields in Australia, Electric Zoo e EDC, i quali raggiungono più di 100,000 persone. 

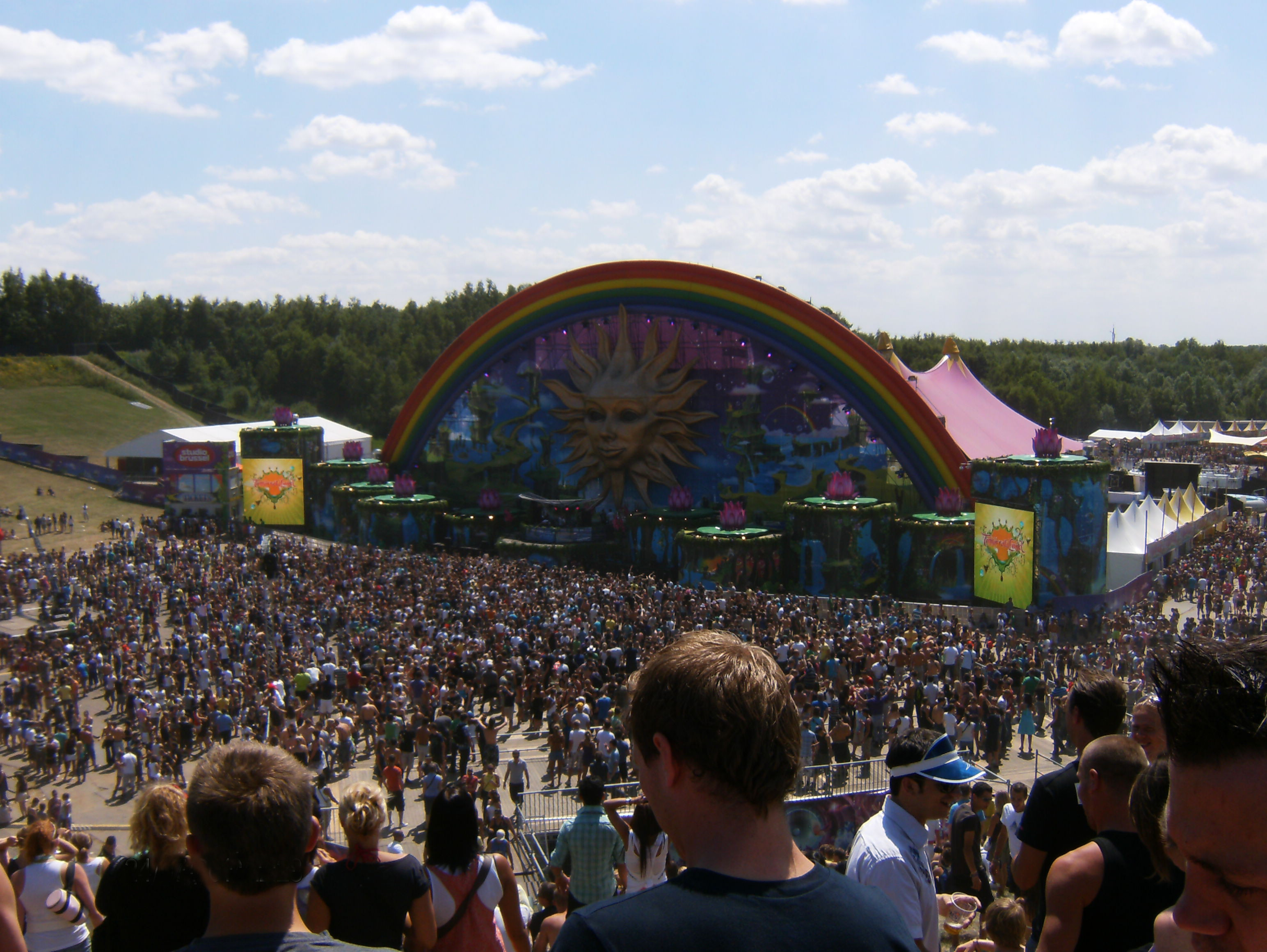
Palco principale di Tomorrowland 2010

Tuttavia Chuckie ha rivelato in un'intervista con la BBC radio 1 che il suo più grande successo fu il tutto esaurito avvenuto nel 2009 e nel 2010 al RAI di Amsterdam, con 30,000 persone. Questo concerto è cresciuto inizialmente da 6,000 persone nei suoi primi anni da DJ ad un enorme evento che vende a tempi record. Nel 2009 entra, al 72º posto, nella lista dei Dj Mag, per la prima volta nella sua carriera. Nel 2010 sale in 37ª posizione e l'anno successivo, salì ulteriormente di 5 posti. Durante l'estate Chuckie sosta frequentemente ad Ibiza, famosa meta serale dei giovani di tutto il mondo. Nell'estate del 2011 venne a far parte della "Subliminal family" suonando settimanalmente al Dirty Dutch Invasion Pacha Parties e al Café Mambo. Nel 2011 inizia anche a lavorare con la BBC radio 1, in onda ogni mese sul ‘In New DJs We Trust’ show.

## Produzioni
Nel area dei remix suo lavoro più noto è la canzone di David Guetta "Sexy Bitch". Questo brano fu un successo mondiale, uno dei più grandi hit dell'anno. Negli ultimi anni Chuckie ha anche collaborato con altri DJ noti, come Erick Morillo, Hardwell, Angger Dimas, Laidback Luke, e altri. Il disco "Take me in your arms" uscito nel 2012, attribuito in un primo momento a Chuckie, e suonato in anteprima al Tomorrowland 2012, venne invece realizzato dal Dj Italiano Francesco Sparacello.

### Singoli
- Da Partycrasher- Chuckie
- Toys Are Nuts- Chuckie & Gregor Salto
- Let The Bass Kick- Chuckie
- Let The Bass Kick In Miami Bitch- Chuckie & LMFAO
- Mombaah!- Chuckie & Silvio Ecomo
- Aftershock (Can't Fight The Feeling)
- RAI- Chuckie & Gregor Salto
- What Happens in Vegas- Chuckie feat. Gregor Salto
- Move it to the Drum - Chuckie & Hardwell feat. Ambush
- The Bass Kicks like This- Angger Dimas vs Chuckie Mix
- Take Your Clothes Off- Chuckie feat. Lil Jon
- Mutfakta- Chuckie & Gregori Klosman
- We Can't Hear Anybody Out There- Chuckie
- Who Is- Ready To Jump- Chuckie
- Together- Chuckie
- 1234 - Laidback Luke feat. Chuckie & Martin Solveig
- Electro Dude - Chuckie & Glowinthedark
- The Numb3r5 - Chuckie & Gregori Klosman
- Breaking Up - Chuckie & Promise Land feat. Amanda Wilson
- Make Some Noise - Chuckie & Junxterjack
- Down To This - Chuckie & Dzeko & Torres
- Makin' Papers - Chuckie feat. Lupe Fiasco, Too Short and Snow tha Product
- Skydive - Chuckie feat. Maiday
- NRG - Glowinthedark feat. Chuckie
- Dirty Funkin Beats - Chuckie
- Oldschool Sound - Yves V feat. Chuckie
- Bitches Be Like - Chuckie

### Remix
- David Guetta -ft. Akon - Sexy Bitch (Chuckie & Lil Jon Remix)
- David Guetta -ft. Estelle - One Love (Chuckie & Fatman Scoop Remix)
- Bob Sinclar - Love You No More (Chuckie Remix)
- Chris Kaeser - Who's In The House (Chuckie Remix)
- David Guetta - Everytime We Touch (Chuckie Remix)
- Sunnery James & Ryan Marciano - Pondo (Chuckie & Silvio Ecomo Mix)
- Groovewatchers - Sexy Girl (Chuckie Remix)
- Joachim Garraud - Are You Ready (Chuckie Remix)
- Luis Lopez vs Jesse Lee - Is This Love (Chuckie Remix)
- Robbie Rivera - Let Me Sip My Drink (Chuckie Remix)
- Sidney Samson feat. Lady Bee - Shut Up & Let It Go (Chuckie Mix)
- Sidney Samson feat. Lady Bee Bizee - Come On Lets Go (Chuckie Remix)
- Nari & Milani and Cristian Marchi with Luciana - I Got My Eyes On You (Chuckie Remix)
- Yolanda be Cool & DCUP - We no speak Americano (Chuckie & METI Remix)
- DJ Daaar - Massive ßallzacka (Chuckie Zchit In Your Face Remix)
- Pendulum - Witchcraft (Chuckie Remix)
- Pitbull ft Enrique Iglesias - I Like it (Chuckie remix)
- Lil Jon ft Claude Kelly - Oh What a Night (Chuckie Remix)
- Mohombi - Bumpy Ride (Chuckie Remix)
- Enrique Iglesias Feat. Ludacris - Tonight (Chuckie Remix)
- 3OH!3 Feat. Kesha - First Kiss (Chuckie Remix)
- Michael Jackson - Hollywood Tonight (Chuckie Remix/Dub)
- The Saturdays - Notorious (Chuckie Remix)
- Jean Roch feat. Flo Rida & Kat Deluna - I'm Alright (Chuckie Remix)
- Bassment Jaxx - Where's Your Head At (Chuckie Cold Blank Mash Up)
- Erick Morillo & Eddie Thoneick feat. Shawnee Taylor - Stronger (Chuckie & Gregori Klosman Remix)
- Laurent Wery feat. Swift Kid & DEV - Hey Hey Hey (Chuckie Remix)
- Marina & The Diamonds - Radioactive (Chuckie Remix)
- Nause - Made of (Chuckie Remix)
- Rihanna - We Found Love feat. Calvin Harris (Chuckie Remix/Dub)
- SARVI - Amore (Chuckie Remix)
- The Black Eyed Peas - Rock That Body (Chuckie Remix)
- Keemo, Cosmo Klein - Beautiful Lie (Chuckie & Nico Hamuy Remix)
- Dada Life - Rolling Stones T-Shirt (Chuckie Remix)
- Epik - Feel Much Better (Chuckie Remix)

## Vita personale
Chuckie è sposato e ha due figli.